# Club Centro Deportivo Municipal
El Club Centro Deportivo Municipal, conocido como Deportivo Municipal, o simplemente Municipal, es un equipo de fútbol peruano con sede en Lima. Fue fundado el 27 de julio de 1935 y desde 2025 participa en la Liga 3, la tercera división nacional, luego de descender de categoría por problemas administrativos. Actualmente disputa sus partidos de local en el distrito de Chorrillos. 
El club ha ganado cuatro títulos de Primera División en la era amateur (Lima-Callao) en 1938, 1940, 1943 y 1950, ocupando el quinto lugar en el palmarés histórico de la Primera División peruana, además de una copa de liga en 1993. Es uno de los equipos peruanos tradicionales y tiene una rivalidad histórica con Universitario de Deportes con el que disputaba el «Clásico Moderno» en los años 1930 y 1940, debido a que fue una época en que ambos equipos tuvieron un gran protagonismo y eran los dos clubes que disputaron más títulos en la década. También tiene rivalidades importantes con Alianza Lima, Sporting Cristal y Sport Boys.

## Historia

### Fundación del club (1935)
Deportivo Municipal tiene más de una historia que enriqueció su vida institucional y que ha dado más de una alegría a todos sus hinchas. Esta pasión se formó en la década de 1930, cuando el fútbol ya comenzaba a convertirse en una actividad llamativa en la sociedad limeña.
A mitad de 1934, los Sres. Ángel Pisani Escurra (jefe de limpieza pública), Dn. Ricardo Ghersi (jefe de mecánicos y talleres), conjuntamente con Dn. Arturo Martínez (jefe de la sección padrones de la Municipalidad de Lima), comenzaron a trabajar una idea de lo que sería la formación de un club de fútbol, naciendo de esta manera «Círculo Deportivo Municipal».
El acta de Fundación registra la fecha histórica del 27 de julio de 1935 como partida de Nacimiento del CLUB CENTRO DEPORTIVO MUNICIPAL, el acto se llevó a cabo en los salones de la Municipalidad de Lima y a las 6.00 p. m.. La primera directiva quedó constituida de la siguiente manera:
| Presidente         | Cargo          |
| ------------------ | -------------- |
| Ricardo Ghersi     | Presidente     |
| Alberto La Torre   | Vicepresidente |
| Ramón Berdejo      | Secretario     |
| Humberto Núñez     | Subsecretario  |
| Julio Figueroa     | Tesorero       |
| Alejandro Espinoza | Protesorero    |
| Fernando Ramos     | Fiscal         |
| Fidel Valle        | Vocal          |
| Manuel J. Pizarro  | Vocal          |
| Víctor La Torre    | Vocal          |
| Arturo Martínez    | Vocal          |
| Alfonso Loraz      | Vocal          |
| Nemesio Berdejo    | Vocal          |
| Arturo Mendoza     | Delegado       |
| Miguel Rostaing    | Entrenador     |

A petición del señor Ángel Pisani y por acuerdo general, la Junta Directiva tomó posesión de sus cargos, procediéndose de inmediato a designar una comisión que redactara los estatutos y reglamentos del Club. Acto seguido la Junta Directiva agradeció a la Asamblea la confianza depositada en ellos, reconociendo asimismo la labor desinteresada y perseverante del Sr. Angel Pisani para convertir en realidad la existencia del «Círculo Deportivo Municipal», acordando por unanimidad nombrarlo Presidente Vitalicio del Naciente Club. El Sr. Dn. Ángel Pisani se constituyó como el primer mecenas del club.

### Generación de oro (1938-1950)

#### El primer título (1938)
Luego de su fundación en 1935, el «Círculo Deportivo Municipal», el cual es acogido con singular pasión por los trabajadores «ediles», ahora sólo faltaba su incorporación como club a los registros de la Federación Peruana de Fútbol. En el año 1934, fue promovido de la Segunda División Provincial Lima, el club «MAURICIO LABROUSSE». Sin embargo, para el año de 1935 pierde a su auspiciador y corre el riesgo de no participar en el torneo de División Intermedia, después de conversaciones entre ambas instituciones por consenso se decide la fusión de ambos clubes, con el nombre de Club Centro Deportivo Municipal (como hoy lo conocemos), de esta manera y con la aceptación de Dr. Claudio Martínez, Presidente de la Federación de Fútbol, es inscrito para su primer campeonato oficial. En su primer partido amistoso, se enfrentó al Atlético Excélsior del Callao, perdiendo por 0 - 1, en el Estadio Modelo de Bellavista. Posteriormente, en su primer partido oficial que ganó fue el 27 de octubre de dicho año ante Porvenir Miraflores por 4-1. El partido se desarrolló en la cancha Las Fresas. "Muni debutó en este torneo el 13 de octubre cayendo por la mínima diferencia frente a la Alianza Limoncillo del Rímac, la semana siguiente jugó contra la Asociación Deportiva Tarapacá y el marcador culminó empatado 1-1."
Municipal no necesitó mucho tiempo para saborear un campeonato. En 1938 los ediles armaron un elenco que, además de dar espectáculo a las tribunas, también era efectivo en las vallas.
Al lado de Luis 'Caricho' Guzmán llegó el portero Juan Criado, que también era buen "cantor, jaranista y chupa caña". En el mediocampo estaba Alfonso Parró con Víctor Pasache. Más adelante estaba la 'Zamba' Quiñónez, un puntero derecho rápido y entrador al área. 'Pichín' Bielich jugaba al lado de Espinar y como puntero izquierdo estaba Magán. En la primera fecha le tocó descansar a la academia, sin embargo arrancaron la temporada en la segunda fecha derrotando al Sporting Tabaco por 3-2.
En el último partido del certamen se encontraron con el pujante Sport Boys. Todos creían que la fuerza arrolladora de los porteños conformada por excelentes jugadores como 'Titina' Castillo, Teodoro y 'Campolo' Alcalde, Pedro Ibáñez y Carlos Portal, por nombrar algunos, se iba a imponer al depurado juego edil. Se equivocaron porque la cuenta de 3-0 fue clara y contundente, para que 'Caricho' Guzmán y sus muchachos relegaran a los porteños legítimamente. Los goles de 'Caricho', Magán y Quiñónez sellaron esa gran victoria y el primer título para la "Academia".

#### El título con Tito (1940)
"Tito" fue otro de los jugadores insignes que pasaron por el equipo de la "Franja Roja". Fue en 1940 que su nombre se inscribe por primera vez en un campeonato.
La ausencia de 'Pichín' Bielich obliga que se buscara a un jugador de sus características. En Centro Iqueño había aparecido Roberto Drago. Con ese olfato que tenía, "Caricho" lo convence para que se pase a filas ediles. A partir de ese momento 'Tito' Drago se convierte en uno de los símbolos del Deportivo Municipal. En ese cuadro ya habían aparecido otros rostros que le seguían dando el mismo corte de calidad y cátedra futbolística tales como Guillermo Andrade, que culminó su notable campaña en México, el Dr. Juan Celi y Enrique Perales, que inauguró la dinastía de su apellido, ya que posteriormente actuaron sus hermanos Agapito y Constantino.
En la zaga formaban Teobaldo Guzmán con Perales. En el medio sector surge la figura de Juan Celi y adelante Julio Cabrejos le dan un toque de mayor fuerza, con la mezcla de esencia de calidad que le ponían 'Caricho' Guzmán y la rapidez de Quiñónez y Magán como aleros.
En el partido final Municipal le dio un baile a "toda orquesta" al Atlético Chalaco. Los goles de Magán y Quiñónez primero y luego de Cabrejos y 'Tito' Drago rubricaron el 4-1, con el cual se llevaron el título por segunda vez.

#### Tercer título (1943)

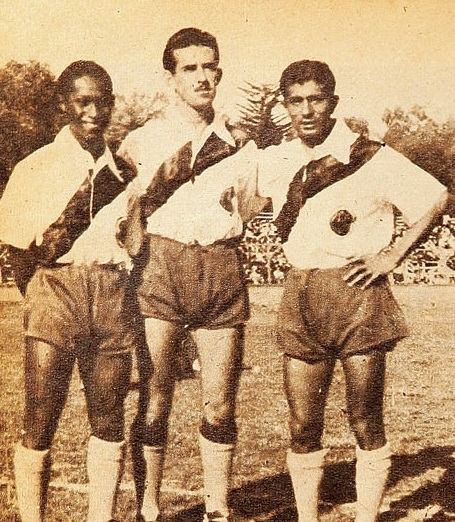
Mosquera, Drago y Guzmán, los Tres gatitos.

El año de 1943 es tal vez uno de los de mayor significación para el Deportivo Municipal, ya que se incorporan a sus atléticos Guzmán y la reciente estrella llegada - 'Vides' Mosquera - un fútbol de alta calidad. Hubo asimismo otras contrataciones muy interesantes como la del portero Sacco, Carlos Drago, Agapito Perales, Roberto Morales y Carlos Cazallo.
No contento con haber obtenido un nuevo campeonato al imponerse al Atlético Chalaco por otro 4-1, Municipal dio cátedra en el fútbol peruano al conseguir dos victorias resonantes ante el famoso Boca Juniors de Argentina.
Por esta época de gloria nace aquel trío que sería historia para el fútbol peruano, los "Tres Gatitos", quienes en realidad deberían haber sido cuatro debido al magnífico aporte de 'Titina' Castillo.

#### Municipal imparable (1950)

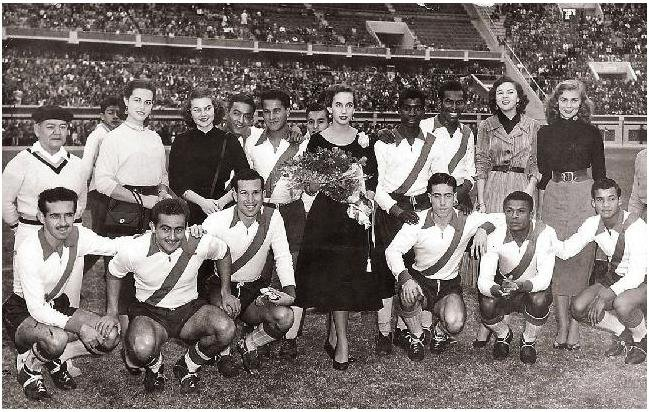
Plantel del Deportivo Municipal campeón en 1950.

El tiempo había fugado. Ese tinte académico quedó sin brío en el nuevo tren de cambios y urgente evolución del fútbol. De las caras antiguas apenas atestiguaba un sendero de ayer la de 'Tito' Drago, convertido en un emblema. Tal vez era el único de los jugadores que mantenía un manantial efectivo de ese estilo clásico de buen fútbol que iluminaba con esos tantos magistrales de su repertorio, estallando en esa fiesta animada de hurras y goles.
En ese equipo estaban como figuras rutilantes, el golero Humberto Becerra, 'Fitín' Cabada y Germán Colunga, un moreno sumamente quimboso y hábil; los hermanos Rivera, uno de ellos, el 'Chino' Manuel era un goleador de garra, de puntería y arte espontáneo y luz propia en el área.
En esa temporada, los ediles ya tenían el título en el bolsillo, a pesar de que restaban tres fechas para la culminación de tan disputado certamen.
No importó que perdiera frente a las escuadras de Centro Iqueño y Sporting Tabaco y menos todavía, en la última fecha, cuando se dio el lujo de caer arrollado por Sport Boys, con el marcador de 3-1.

### El descenso y la aparición de Hugo Sotil (1967-1968)
En los finales de los años 1960 tras una mala campaña se perdió la categoría, exactamente en el torneo de 1967. Los pocos dirigentes que quedaron en el club como Ruiz Osterling y Lucho Mora, decidieron que se fueran todos los jugadores, salvo José "Cuchi" Betancourt y otros reservistas, como Del Piélago y "Blakamán" Espinoza.
La dirección técnica se la dieron a Alejandro "Cholo" Heredia y los dirigentes se pusieron a buscar jugadores en las canchas chicas del Callao, San Martín de Porres, Barranco y otras.
El dirigente Enrique Noriega recuerda: "Nos habían hablado de un chico que siempre jugaba en la Cancha del Cura, detrás del Cine Mundo, en La Victoria. Así que un día decidimos ir a verlo con Lucho Mora y simplemente nos dedicamos a observarlo. Allí nos dijeron que él pertenecía al equipo del club Gaillard, de la primera división amateur, y que el miércoles iba a jugar en el Estadio Nacional en el preliminar de un partido Internacional que iba a sostener Defensor Arica con el LDU de Ecuador por la Copa Libertadores.
Allí lo vimos a Sotil jugar por el Gaillard contra el Genovesa, que era un equipo reservista del Defensor Arica. Hizo dos o tres jugadas que más o menos nos gustaron, pero no nos convencieron del todo. De todas maneras quisimos hablar con él en el camarín, pero una persona nos dijo: 'Sotil va a jugar el domingo en el San Martín de Porres por el Gaillard en un partido benéfico'.
Así que fuimos ese domingo a las diez de la mañana, hora del partido, al San Martín y allí sí que me llenó el ojo y lo mismo ocurrió con Mora, porque hizo tres cosas fabulosas en el área. Averiguamos su dirección y el lunes estuvimos allí. Hablamos con él, con su mamá y después con el Señor Patrocinio Eche, presidente del Gaillard y que posteriormente sería su suegro. Municipal le pagó al Gaillard 5000 soles ya que Sotil pertenecía un año más a ese club y a él le fijamos 3500 soles de sueldo mensual".
Fue una hazaña de Hugo Sotil llevar a Municipal a la Primera División. Con su compadre Hugo Ocsas hicieron delirar a miles de aficionados que se daban cita sábado a sábado para verlo ante el Sicaya, Carlos Concha, Atlético Lusitania, Sacachispas y otros clubes que jugaban en la segunda división. Precisamente tras derrotar a los últimos por 3-2 consiguió el título de la categoría de la plata el 13 de octubre de 1968 en el Estadio San Martín de Porres, con Carlos Bravo en la zaga, Juan Sodani en la izquierda, el "Cholo", Heraclio Paredes y otros cracks, con la dirección técnica de 'Tito' Drago hizo volver a Municipal a la Primera División, ante la algarabía de miles de hinchas ediles que ya lo empezaban a idolatrar.

### El regreso a Primera (1969)
Y el Municipal regresó, de la mano de Hugo Sotil, que jugaba su primer partido en la primera contra la 'U', el 17 de mayo de 1969 con derrota de 5-2, aunque Sotil hizo un gol y tuvo una destacada actuación. En dicho campeonato, Municipal empató el segundo puesto con Defensor Arica, debiéndose jugar un partido extra para definir al subcampeón peruano que jugaría la Copa Libertadores.

### Campañas en Primera División (1970-1999)
Los siguientes años Municipal alternó buenas y malas campañas. Buenas como la de 1981 en la que fue un equipo muy compacto y demoledor, quedando subcampeón y el campeonato intermedio logrado en 1993. Y malas como la de 1998 y 1999, donde llegó a correr el riesgo en ambas oportunidades de perder la categoría hasta poco antes de finalizar el campeonato.

#### Campeón Intermedio (1993)
El Club Deportivo Municipal se consagró campeón de Torneo Intermedio al imponerse en definición por penales ante el Deportivo Sipesa de Chimbote en un emotivo e intenso encuentro. El período reglamentario finalizó 2-2, mientras que en la tanda de los doce pasos ganó por 4-3, luego que el arquero "Edil" Jesús 'El Gato' Purizaga detuviera los tiros ejecutados por Luis Molina y Pedro Novella.
Este triunfo le permitió al conjunto "Edil" clasificar como representante peruano a la Copa Conmebol (y que después por inconvenientes económicos no participaría), un torneo de suma importancia internacional, luego de su última participación en la Copa Libertadores de América en 1982, donde fue derrotado en calidad de local y visitante por FBC Melgar, Olimpia y Sol de América, siendo eliminado del torneo sin poder sumar ningún punto.
En cuanto al trámite del partido, Municipal sorteó dos veces el estar con el marcador en contra. Carlos Guillén adelantó para los norteños a los 25' de penal. A los 4' complementarios igualó Eugenio La Rosa, en tanto que Martín Dall'Orso puso nuevamente en ventaja al Sipesa a los 19'. En el minuto final, cuando se jugaban los 45' Julio César Antón se encargó de prolongar las acciones, con un excelente disparo de fuera del área.
El cuadro limeño finalizó la contienda con 10 jugadores por la expulsión de Julio Jiménez a los 33' iniciales.
En la tanda de los penales convirtieron por el "Muni", Nolberto Solano, Guillermo Ferrari, Pedro Olivares y Ernesto Aguirre. No fue necesario ejecutar el quinto tiro. Por Sipesa anotaron el paraguayo César Zavala, Carlos Guillén y Juan Carlos Ormeño.
El partido desarrollado en el estadio de Alianza Lima ante unos 7 mil espectadores aproximadamente, encontró a un equipo norteño disciplinado tácticamente, que apretó en todos los sectores del campo, buscó la trampa del fuera de juego y las salidas rápidas aprovechando la velocidad de Dall'Orso. Pero "Muni" cerró su zona. Marcó en forma escalonada (con Carlos Cáceda como su mejor valor), evitó que el peligro llegara a su portería y tuvo en Antón su manija principal. El administró el balón, lo envolvió y distribuyó el juego para los desbordes de Loyola y La Rosa.
Ferrari derribó a Dall'Orso en el área por lo que el árbitro José Arana -de regular actuación- sancionó la falta que Guillén hizo efectiva. Ya en la etapa final, Solano desbordó por la derecha, centró y La Rosa, a la carrera y sobre la marca de dos contrarios logró emparejar.
Luego, Dall'Orso aprovechó un centro de Novella y en plena área chica, sin marca alguna, remató fuerte venciendo a Purizaga. Cuando todo parecía indicar que Sipesa estaría nuevamente en la Conmebol, llegó la jugada de Antón que levantó a los aficionados de sus asientos. Paró el balón con el pecho, esperó a que baje y remató de derecha. La pelota pegó en el poste e ingresó sin que el arquero pudiera evitarlo. Era la última jugada del partido y obligaba a la tanda de penales.
El que dirigió al primer campeón de la intermedia fue el Profesor Rufino Bernales.

### El nuevo milenio y segundo descenso (2000-2005)
El nuevo milenio vino con novedades negativas para la institución. En el año 2000, debido a una nefasta gestión de la dirigencia encabezada por el Sr. Rafael Hernando, perdió la categoría al quedar último en el campeonato de ese año.
Al año siguiente, la franja reapareció en Segunda División luego de 33 años, derrotando al Hijos de Yurimaguas en el Facundo Ramírez de Ventanilla por 0-2 ante 1,350 espectadores. Sin embargo, aquella antigua premisa de que la segunda era un paseo para los equipos grandes, se desmoronó. Municipal no pudo volver a la primera como lo había hecho el 68. Municipal quedó a media tabla.
El desorden al interior continuaba, y tanto el 2002 como el 2003 terminó en cuarto lugar, pero lejos de alejar a la gente de las tribunas, el periplo en segunda volvió a consolidar a la hinchada y las tribunas volvieron a llenarse de jóvenes que no iban porque el equipo ganara, sino para que ganara.
Fue así que el 2004, sin ascenso directo desde Segunda División, Municipal clasificó a la Copa Perú tras un memorable empate 2-2 en Chosica frente a la U de América, que a falta de 3 minutos ganaba 2-0 y clasificaba, pero llegaron los 2 goles de Luperdi. La Copa Perú fue muy dura, y Municipal tuvo que jugar 3 partidos de desempate, ya que no contaba la diferencia de goles. Uno de esos partidos de desempate se ganó con el recordado gol de oro de Jair Céspedes al Olímpico Somos Perú. Sin embargo, Municipal perdió la final de la Copa Perú con el Sport Ancash, y se fue así la oportunidad de volver.

### Breve regreso a Primera División y tercer descenso (2006-2007)
Dos años después ganó la Segunda División Peruana 2006, logrando nuevamente el ascenso a la Primera División del fútbol peruano a falta de una fecha para que concluya el torneo, perdiendo solo un partido (2-1 en Puno con el Alfonso Ugarte).
En el Campeonato Descentralizado 2007 tuvo una irregular campaña que finalizó con la pérdida de categoría. Incumplimientos de pago por parte de la directiva produjo la negativa de los jugadores a jugar en la última fecha. Por ello, Municipal tuvo que alinear a sus jugadores de la categoría Sub-20, siendo goleados por Alianza Lima.

### Tres años de penitencia (2009-2011)
En el 2009, el club estaba nuevamente en segunda, con una fuerte deuda, sin divisiones inferiores (después de ser una importante cantera durante casi 40 años) y habiendo dañado severamente la imagen de la institución. Ante el riesgo que el Club quede acéfalo, un grupo de socios conformaron una lista para las elecciones del mes de enero de 2009, y aunque fue la única que se presentó, al superar el tercio de los votos emitidos exigidos por el Estatuto del Club fue elegida para el periodo febrero de 2009 a febrero de 2011. Aquel año el equipo quedó último en la Segunda División, lo cual conllevó a la pérdida de la categoría descendiendo a la Etapa Regional de la Copa Perú.
En el 2010 un grupo de socios impulsó la constitución de una sociedad anónima para que tuviera la gestión del fútbol en el Club, lo cual conllevó a la constitución de la empresa AKD Fútbol S.A. que luego de suscribir un convenio con el Club tendrá la concesión del fútbol por un plazo de 15 años debiendo cumplir metas condicionantes en los deportivo y económico cada 5 años, debiendo destacar que dicho convenio tuvo el respaldo de los socios al ser expresado en dos asambleas de socios tanto el 7 de mayo como el 17 de septiembre de 2010.
AKD Fútbol S.A. conformó un equipo de fútbol de la nada. Los trabajos que se iniciaron en el mes de julio de 2010 para la competición oficial de la Etapa Regional de la Copa Perú que se iniciaba en octubre de 2010, en la cual en lo deportivo que consiguió la clasificación a la Etapa Nacional de la Copa Perú y por ende la posibilidad de retornar a la Segunda o Primera División Profesional de Fútbol y con ello reposicionar financieramente al Club, sin embargo la Sala A de la Cámara de Resolución y Conciliación de Disputas de la Federación Peruana de Fútbol aplicó una sanción deportiva de un punto en contra de manera retroactiva acto que fue también avalado por el Directorio de la Federación Peruana de Fútbol, hecho que produjo que el club tuviera que jugar la temporada 2011 en la Liga Distrital del Cercado de Lima.
El 2011, Deportivo Municipal obtuvo el campeonato de la Liga del Cercado de Lima y la clasificación al Interligas de Lima. Sin embargo, fue eliminado en el Cuadrangular Final de las Interligas, al quedar tercero por detrás de Pacífico e Independiente Miraflores, equipos que clasificaron a la Etapa Departamental.

### Instancia en la Copa Perú (2012)
Para la campaña del 2012 se había tenido que cambiar a jugar en la liga de Breña debido a que ahí se encontraba la sede, en donde Deportivo Municipal se consagró campeón, accediendo a las Interligas por segunda vez. Gracias a una buena campaña campeono la Etapa Provincial de Lima tras vencer al Deportivo Independiente de Miraflores. En la Etapa Departamental de Lima, Deportivo Municipal vencíó a Unión Huaral accediendo asimismo a la final de la etapa Departamental, por lo tanto en la final de la Etapa Provincial venció 3 a 0 al Club Deportivo Walter Ormeño coronándose campeón de la Etapa Departamental de Lima y clasificando a la Etapa Regional de la Copa Perú.
En su debut en la Etapa Regional 2012 venció 1 a 0 Juventud La Perla de ida y 4 a 0 de vuelta accediendo a semifinales, tras no poder superar al Cultural Géminis, pasaron a la definición de penales en la cual Municipal venció 4 a 3 al equipo de Comas accediendo a la fase Final. En la final de la Etapa Regional perdió 1 a 0 contra el Club Deportivo Walter Ormeño, pero igualmente clasificó a la Etapa Nacional de la Copa Perú.
Lamentablemente en su primera presentación en la Etapa Nacional 2012 empezó mal, perdiendo 2-0 contra el Alianza Cristiana y en el partido de vuelta ganó 3.1, empatando globalmente 4-4; pero lamentablemente no llegó a clasificar a la siguiente fase, siendo eliminado en caso de empate por la Regla del gol de visitante, por ello siendo otra vez eliminado de la Copa Perú.

### Campañas en Segunda División y un nuevo ascenso (2013-2014)
Municipal tuvo la oportunidad de volver a la Segunda División 2013 gracias a su ubicación en la etapa nacional de la Copa Perú 2012, y al igual que otros 7 clubes, cumplió con los requisitos y garantías solicitados por la FPF. La adaptación le costó mucho pues tuvo que priorizar el orden administrativo, cancelando las deudas de gestiones de años anteriores y sin incurrir en mayores gastos, terminando en el puesto 11.
En el año 2014, Municipal inició la temporada con la presentación del equipo ante el Club Atlético Atlas de Argentina, el día 29 de marzo de 2014 ante un gran marco de público en el Estadio Nacional de Lima, derrotando al equipo argentino por 1-0, con gol de penal de Aldo Olcese. Este resultado sería una buena premonición para lo que sucedería durante la temporada. Desde el 25 de abril hasta el 10 de agosto de 2014, se jugó la primera rueda del torneo de Segunda División, quedando en primer lugar Alianza Universidad de Huánuco con 31 puntos, y en segundo lugar triple empate entre Club Willy Serrato, Deportivo Municipal y Defensor San Alejandro, con 29 unidades, quedando quinto Deportivo Coopsol con 26 unidades.
En el ínterin, el plantel viajó del 24 al 27 de julio a Argentina para jugar el Torneo Cuadrangular Internacional de Mar del Plata, devolviendo la visita al Club Atlético Atlas (ganando 3-1 por definición de penales), Atlético Alvarado de Mar del Plata (empate 1-1), y empate en puntaje con el Club Kimberley de Mar del Pata. Se adjudicó el Torneo por ser visitante. Terminando al gira internacional, Municipal derrotó al equipo de reserva del Estudiantes de La Plata por 2-0, ambos goles de Masakatsu Sawa. El equipo jugaba en el extranjero luego de 30 años, y sirvió para consolidar el equipo y ganar confianza en lo que restaba de la temporada.
La segunda rueda del torneo de Segunda División se jugó desde el 17 de agosto hasta el 30 de noviembre de 2014. Luego de derrotar de local en la fecha 27 al Walter Ormeño por 1-0, y en la fecha 28 en Pucallpa al Defensor San Alejandro por 2-1, llegó el partido clave para las aspiraciones al título del Municipal, de local contra Alianza Universidad de Huánuco en lo que la prensa llamó la "Batalla de Villa El Salvador". Municipal derrotó 2-0 a los huanuqueños con goles de Sawa y Molina, y quedó a un solo punto del título, que debía ir a buscar a Huaral. Así, el 30 de noviembre de 2014, en el Estadio Julio Lores Colán, Deportivo Municipal derrotó al Unión Huaral por 2-0 con goles de penal de Molina y el arquero Rosales, y con 61 puntos se proclamó Campeón de la Segunda División por tercera ocasión, luego de que en 1968 y en 2006 también consiguiera el título. Su más cercano perseguidor, Deportivo Coopsol, quedó segundo con 58 puntos. De esta manera, el Deportivo Municipal se ganó el derecho, a punta de goles y buen fútbol, de disputar el torneo de Primera División del año 2015.

### Retorno y consolidación en Primera División y torneos internacionales (2015-2019)
Se contrató al argentino Roberto "Tito" Pompei como director técnico, y a su vez llegaron contrataciones destacadas como Erick Delgado, Marcos Barrera, Juan Diego González Vigil, Damián Ísmodes, Luis García, Iván Bulos, Gianfranco Labarthe, Juan Nakaya, que junto a los jugadores del año anterior Olcese, Zela, Alfageme, Gutiérrez, Sawa, Vega y Zurita conformaron el equipo base.
La temporada inició el 29 de enero, con la presentación del equipo en la "Noche de la Pasión Edil" frente a un gran marco de público que se dio cita en el Estadio Nacional. El rival fue Danubio de Uruguay, campeón del Torneo Apertura uruguayo, que ganó el encuentro por 2-1 con goles de Bruno Fornaroli y Matías Castro, descontando Olcese. El Torneo del Inca se disputó del 7 de febrero al 5 de abril, quedando Deportivo Municipal enmarcado en el grupo 1 junto a Sporting Cristal, Juan Aurich, Melgar, Cienciano y Universidad San Martín de Porres.
El Torneo Apertura inició el 2 de mayo y culminó el 14 de agosto. Este torneo estaría marcado por importantes eventos. En junio renunció el técnico Pompei para aceptar una oferta de Bolivia por lo que su asistente técnico Francisco Melgar asumió las riendas del equipo. Hasta la fecha 14 del torneo, Municipal ocupaba el primer lugar de la clasificación, pese a que el 2 de agosto el equipo perdió 3-1 frente a Cienciano en el Cusco, en un partido vergonzoso por parte de la hinchada local que terminó con dos dirigentes del Municipal heridos y con un penal a favor de Cienciano pitado por el juez Ramón Blanco por una inexistente mano en el área atribuida a Zela. El 8 de agosto Municipal recibió en el Iván Elías Moreno a Melgar que al final del año fue campeón, encuentro que terminó 1-1, y de nuevo el arbitraje fue determinante: el juez Henry Gambetta no cobró una clara mano en el área de un defensor de Melgar pese a que el juez de línea sí lo advirtió. El empate fue aprovechado por Sporting Cristal que tomó la punta del Torneo en un raro partido ganado a Real Garcilaso por 4-0 en el Cusco, que tuvo hasta acusaciones de soborno. Finalmente, en el partido decisivo, Municipal visitó a Alianza Lima en un partido que terminó 0-0, pese a un penal nuevamente inexistente que cobró el árbitro Victor Hugo Carrillo a favor de Alianza, errado por Carlos Preciado.
El Torneo Clausura inició el 29 de agosto y terminó el 22 de noviembre, el equipo cedió varios empates en casa que determinaron no alcanzar el puntaje suficiente para luchar por un cupo a las semifinales del Campeonato Descentralizado. Sin embargo, los goles en minutos finales del uruguayo Diego Benítez, llegado a mitad de temporada, serían claves: el 30 de septiembre frente a Sport Loreto en Pucallpa (1-2); el 16 de octubre de visita frente a Sporting Cristal (2-2) y el 22 de noviembre contra Alianza Lima en el Iván Elías Moreno, partido que pasará a la historia del club puesto que con el triunfo (2-1 goles de Gonzáles Vigil de soberbio tiro libre y cabezazo de Benítez al minuto 83) el club aseguró el sexto lugar de la tabla de puntaje acumulado y clasificó a la Copa Sudamericana 2016.
El Campeonato Descentralizado 2016 se jugaría con una mecánica nueva: se jugarían un Torneo Apertura, un Torneo Clausura y luego 2 liguillas en base al puntaje de los equipos, los cuatro primeros del puntaje acumulado jugarán semifinales y finales de ida y vuelta para definir al Campeón del Campeonato. El Deportivo Municipal empezó de manera irregular el Torneo Apertura, y luego de la derrota 1-4 sufrida ante Universitario de Deportes, en un partido jugado en el Estadio Nacional y no en el Estadio Iván Elías Moreno de Villa El Salvador, el entrenador Francisco Melgar fue destituido por la directiva del Club, siendo reemplazado por Marcelo Grioni. El Deportivo Municipal alcanzó regularidad con Grioni dirigiendo al conjunto edil y terminó el Torneo Apertura en la cuarta posición. Durante el Torneo Clausura se mantuvo la regularidad del cuadro edil, logrando luego dos goleadas seguidas de local, 3-0 ante Real Garcilaso con gol anotado por el ídolo japonés del club, Masakatsu Sawa, en su primer toque de balón en el partido, y 4-1 ante Unión Comercio. El Cuadro de la Comuna terminó el Torneo Clausura acumulando 46 puntos (sumado lo logrado en el Torneo Apertura), empatando en puntos con Sport Huancayo y FBC Melgar, pero ubicándose quinto lugar por diferencia de goles y clasificando a Fase 1 de La Copa Libertadores 2017.

#### Copa Sudamericana 2016
El 12 de julio se realizó el sorteo de la Copa Sudamericana, y se definió el rival al que enfrentaría el Deportivo Municipal en su debut en la Copa Sudamericana y su regreso a una competición internacional oficial luego de 34 años. Su rival sería el Atlético Nacional de Medellín, que semanas después, antes de disputar la Copa Sudamericana, se consagraría Campeón de la Copa Libertadores al vencer al Independiente del Valle. En el partido de ida, el Deportivo Municipal se estrenaría en la competición internacional con una goleada en contra de 0-5, sentenciando sus aspiraciones de dar la sorpresa ante el campeón de América. El partido de vuelta se jugó en Medellín el 17 de agosto, y terminó con un marcador de 1-0 a favor del cuadro local. 

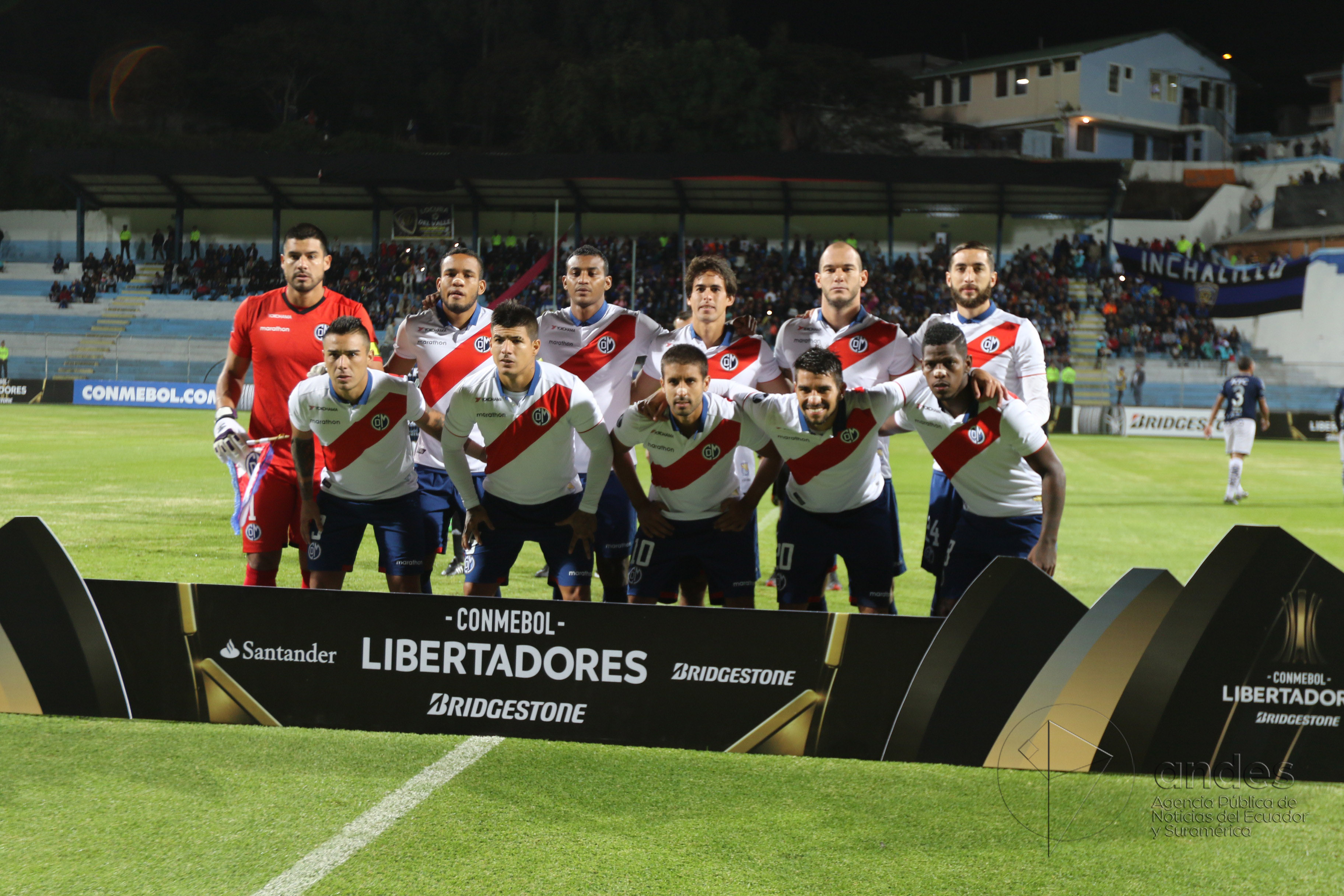
Deportivo Municipal volvió a una Copa Libertadores tras 35 años

#### Copa Libertadores 2017
En el 2017 tras 35 años el club edil consiguió clasificarse a una Copa Libertadores siendo esta su segunda participación, midiéndose ante Independiente del Valle, una derrota de local 0-1 lo obligaba a ganar de visita, sin embargo el gol al último minuto de Gabriel Cortez concreto el 2-2 eliminando al club edil.
En el Campeonato Descentralizado 2017 no la pasó nada bien, su temprana eliminación y tras acabar penúltimo en su grupo del Torneo de Verano se despidió al técnico argentino Marcelo Grioni, al mando del interino Francisco Pizarro se logró una recuperación del cuadro acabando 6.º en el Torneo Apertura y 5.º en el Torneo Clausura; sin embargo, esto no le valió para clasificar a algún torneo internacional al acabar 9.º en la tabla acumulada.
En el Campeonato Descentralizado 2018 al mando del DT Víctor Rivera se logró una mejor participación, destacando sus participaciones en el Torneo Verano y el Torneo Apertura que lo dejó cuarto en la tabla, sin embargo en el Torneo Clausura donde quedaron décimos, aunque de todas formas pudieron clasificar a la Copa Sudamericana 2019 tras acabar quintos en la tabla acumulada.

#### Copa Sudamericana 2019
Una vez realizado el sorteo de la Copa Sudamericana 2019, se revelo que el rival de Municipal sería el Colón de Argentina, rival que justamente sería el finalista de dicha edición. Muni no la pasaría bien contra su rival y tras perder 0-2 en Santa Fe y 0-3 en Lima, se despedía de forma temprana de la competición con un global 0-5 en su contra.

### Campañas irregulares (2019-2022)
Llegando a la temporada 2019 de la Primera División ahora llamada Liga 1, empezó con el pie derecho tras quedar en los primeros lugares durante la primera mitad del campeonato, con chances de pelear los torneos internacionales. Sin embargo, se empezaría a desinflar durante la segunda parte y sumándole la quita de puntos, Municipal paso de pelear un cupo de Libertadores o Sudamericana a comprometerse a no descender durante las últimas fechas del campeonato. Finalmente logra mantener la categoría en la última fecha tras empatar 2-2 frente a Carlos Mannucci, además del triunfo de Alianza Lima sobre Unión Comercio.
En la Liga 1 2020 tras la vuelta por la pandemia de COVID-19, el cuadro edil tuvo una campaña irregular finalizando en la 15.ª posición con 30 puntos, tan solo a 4 puntos de descender a Liga 2. El equipo intentó levantarse durante la Liga 1 2021, pero solamente acabaría en media tabla tras culminar en la posición 12.º sin chances de pelear algo.
Municipal debuta en la Liga 1 2022 con el pie derecho durante las primeros partidos quedando puntero durante dos fechas no consecutivas. Pero no todo sería felicidad debido a que en los siguientes partidos se le empezaría a escapar varios puntos y tras una resolución que dio a consecuencia la resta de 4 puntos, el cuadro edil terminaría fuera de toda chance de volver a jugar un torneo internacional tras quedar en el puesto 12 con 41 puntos.

### Nueva crisis y el cuarto descenso (2023)
Durante las últimas temporadas, el equipo desempeñó campañas irregulares. Sin embargo para la Liga 1 2023, tras la suma los conflictos administrativos internos así como la falta de pagos, terminaron por condenar al club. Se le restaron varios puntos, además la suspensión de la licencia durante varias fechas del torneo afecto internamente al equipo que comenzó a caer a puestos de descenso, de los cuales no pudo escapar debido al pobre rendimiento que tendrían a finales de temporada. Municipal perdería la categoría inicialmente tras caer 2-0 contra Sport Huancayo de visita a tan solo 3 fechas de culminar el torneo, pero tras la posterior resta de puntos hacia Sport Boys y las sorpresivas victorias 4-1 contra Cienciano y 2-1 a Alianza Atlético, aspirarían al cuadro edil a tener chances de salvarse en la última fecha del campeonato. Lamentable el milagro no ocurrió y descendería oficialmente a la Segunda División, ahora llamada Liga 2 tras caer 1-2 de local contra el también descendido Cantalao en su último partido. Municipal acabaría en la penúltima posición y era la cuarta vez en su historia que perdía la categoría durante su instancia en Primera División.

### Mala gestión y descenso a Tercera División (2024)
Para el siguiente año, en la Liga 2 2024 fueron ubicados en la Zona Sur, donde debutaron con una victoria 3-2 ante Academia Cantolao de local; la campaña en general fue regular, pero con un buen puntaje acumulado, llegando a la siguiente etapa del campeonato tras culminar cuartos de dicha fase. Sin embargo, una vez iniciada su participación en la siguiente fase, el club fue sancionado hasta en tres ocasiones con la suspensión parcial de su licencia por incumplimiento de pagos, lo que significó perder hasta 11 partidos por un marcador de 3-0 (la única vez que se presentó fue para una victoria 2-1 frente a Santos FC de visita), de esta forma no pudo seguir avanzando en lo que quedaba del torneo. 
Finalmente, La Comisión de Licencias de la FPF le revocó la licencia de forma irrevocable a Municipal, lo cual nuevamente pierde la categoría y ahora debía disputar la recién creada Liga 3 desde la próxima temporada.

### Campañas en la Liga 3 (2025-Act.)
Antes del debut en la inaugurada Tercera División, se notificó al club que dejaría la localía del Estadio Iván Elías Moreno (la cual ahora pasaría a ser propiedad de Alianza Lima) para volver a jugar en el renovado Estadio Municipal de Chorrillos, recinto donde Municipal acogió sus encuentros de local en Primera División en los años 90 y de Segunda División en 2013.
Iniciando su participación en la Liga 3 2025, el cuadro edil fue emparejado en el Grupo 2 donde debutó con un empate sin goles frente a la reserva del Sport Boys. La primera victoria del club se daría en la siguiente fecha, con un triunfo 1-0 sobre la reserva de Alianza Lima; mientras que en la tercera fecha caerían 2-1 contra Pacífico FC SMP. Tras ello llegarían 3 victorias al hilo que lo colocarían momentáneamente puntero de su grupo; no obstante, a partir de aquello comenzaría el declive del equipo. Una derrota por 3-0 ante la reserva de Universitario los puso en peligro a pesar de golear 5-1 a Centro Social en la siguiente fecha, ya que posterior a eso vendrían una racha de partidos sin ganar, donde se registró una insólita derrota de local ante Amazon Callao que lo sacaría de la zona para la siguiente fase del campeonato. Finalmente en medio de esta racha negativa, Municipal cae nuevamente por 3-0 ante la reserva de Universitario y con este resultado le dice adiós a cualquier chance de regresar rápidamente a la Liga 2 a dos fechas del final.

## Datos del club
- Fundación: 27 de julio de 1935 (89 años)
- Puesto histórico Perú: 7°
- Temporadas en Primera División: 73 (1937-1967, 1969-2000, 2007, 2015-2023)
- Temporadas en Segunda División: 12 (1968, 2001-2006, 2008-2009, 2013-2014, 2024)
- Temporadas en Tercera División: 1 (2025-Act.)
- Temporadas en Copa Perú: 3 (2010-2012)
- Máximo ídolo: Roberto Tito Drago
- Mayor goleada conseguida:
  - En campeonatos nacionales amateur: Deportivo Municipal 17:0 Real Brazinau (17 de abril de 2011),[34] Deportivo Municipal 17:0 FedelPerú (7 de abril de 2012).[35]
  - En campeonatos nacionales profesionales:
    - Defensor Lima 1:6 Deportivo Municipal (8 de mayo de 1994)
    - Defensor ANDA 0:5 Deportivo Municipal (26 de diciembre de 1986)
    - Deportivo Municipal 5:0 Unión Minas (30 de mayo de 1992)
    - Deportivo Municipal 5:0 Ciclista Lima (11 de abril de 1995)
    - Deportivo Municipal 5:0 José Gálvez (10 de mayo de 1997)
    - Deportivo AELU 0:5 Deportivo Municipal (9 de junio de 2001)
    - Deportivo Municipal 5:0 América Cochahuayco (14 de junio de 2003)
    - Deportivo Municipal 5:0 Defensor Villa del Mar (13 de mayo de 2006)
    - Deportivo Municipal 5:0 Pirata FC (26 de mayo de 2019).

  - En campeonatos internacionales: Deportivo Municipal 4:0  Emelec (8 de marzo de 1948)
- Mayor goleada recibida:
  - En campeonatos nacionales: Alianza Lima 8:0 Deportivo Municipal (1966).[36]
  - En campeonatos internacionales:  Atlético Nacional 5:0 Deportivo Municipal (11 de agosto de 2016);  Barcelona 5:0 Deportivo Municipal (21 de agosto de 1973) - Trofeo Joan Gamper
- Mejor puesto en Primera División: 1.º
- Peor puesto en Primera División: 18.º
- Mejor puesto en Segunda División: 1.º
- Peor puesto en Segunda División: 12.º
- Participaciones internacionales:
  - Campeonato Sudamericano de Campeones (1): 1948.
  - Copa Libertadores (2): 1982, 2017.
  - Copa Sudamericana (2): 2016, 2019.
  - Copa Ganadores de Copa (1): 1970.

### Por competición
| Torneo                       | TJ | PJ | PG | PE | PP | GF | GC | DG  | Puntos |
| ---------------------------- | -- | -- | -- | -- | -- | -- | -- | --- | ------ |
| Copa Libertadores de América | 2  | 8  | 0  | 1  | 7  | 5  | 15 | -10 | 1      |
| Copa Sudamericana            | 2  | 4  | 0  | 0  | 4  | 0  | 11 | -11 | 0      |
| Copa Ganadores de Copa       | 1  | 4  | 0  | 3  | 1  | 6  | 7  | -1  | 3      |
| Total                        | 5  | 16 | 0  | 4  | 12 | 11 | 33 | -22 | 4      |

Estadísticas actualizadas hasta la Copa Sudamericana 2019.

## Uniforme
Su uniforme local consta de camiseta blanca con una franja roja que cruza la diagonalmente de izquierda a derecha, pantalones azul marino y medias blancas. Fue el 28 de junio de 1936 en que se utilizó por primera vez la camiseta con la banda roja, dejando atrás el uniforme de camiseta amarilla y pantalón azul. Aunque anteriormente utilizaban medias grises. Su uniforme de visitante tiene hasta tres presentaciones. El primero con la camiseta totalmente roja y mantiene los mismos colores de pantalones (azul marino) y medias (blancas). El segundo, es una camiseta azul también con la banda roja que cruza diagonalmente, pantaloneta azul y medias azules (usado en 1982 y el 2005), y el tercero, camiseta de color negro, también con la franja roja, pantalón negro y medias negras (usado el 2004). El motivo de la franja roja y fondo blanco de la camiseta "edil" se debe a que toma los colores de la bandera nacional del Perú, ya que el Deportivo Municipal se instituyó un día antes del aniversario patrio.

### Evolución del uniforme

#### Unión Mauricio Labrousse ¿¿??-1934
| Titular 1 | Titular 2 | Alterno |

#### Titular Histórica 1
| 1935 - 1936 | 1936 | 1937-1945 | 1972 | 1980's | 1980 | 1982 | 1985 Inicial | 1985 Final | 1986 Inicial |  |

#### Titular Histórica 2
| 1986 Final | 1988/1989 | 1990-1996 | 1990 | 1991 | 1993 | 1995 | 1996 | 1997 | 1998 |  |

#### Titular Actual
| 1998 | 2001-2004 | 2011 | 2012 | 2013 | 2014 | 2015 | 2016 | 2017 | 2018 |  |

| 2019 | 2020-2021 | 2022 | 2023 | 2024 |

#### Alternativo
| 1935 - Presente | 1994 | 2003 | 2011 | 2012 | 2013 | 2014 | 2015 | 2016 | 2017 |  |

| 2018 |  | 2019 |  | 2020-2021 |  | 2022 | 2023 | 2024 |

#### Tercera
| 1998 | 2007 | 2018 | 2022 |

#### Especial
| 2021 | 2021 |

### Indumentaria y patrocinador
| Período   | Proveedor | Logotipo |
| --------- | --------- | -------- |
| 1982-1986 | Adidas    |          |
| 1987-1990 | Calvo     |          |
| 1991-1993 | Polmer    |          |
| 1994-1995 | Adidas    |          |
| 1996-1997 | Penalty   |          |
| 1998      | Topper    |          |
| 1999      | Match     |          |
| 2000      | Polmer    |          |
| 2001-2002 | Match     |          |
| 2003      | Carowa    |          |
| 2004      | Walon     |          |
| 2005      | Umbro     |          |
| 2006-2011 | Convert   |          |
| 2012      | Real      |          |
| 2013-2014 | Convert   |          |
| 2015-2017 | Marathon  |          |
| 2018      | Walon     |          |
| 2019-2021 | Umbro     |          |
| 2022-2023 | Walon     |          |
| 2024      | Convert   |          |

| Periodo          | Patrocinador                              |
| ---------------- | ----------------------------------------- |
| 1992             | Frecuencia Latina                         |
| 1994             | Faucett                                   |
| 1993-1995        | Caja Municipal                            |
| 2001             | Motorola                                  |
| 2002             | Otto Kunz                                 |
| 2003-2004        | Antica Pizzería                           |
| 2005-2006 / 2008 | Cerveza Cristal                           |
| 2009             | DirecTV                                   |
| 2010-2011        | Reuma Sol                                 |
| 2011             | Municipalidad de Lima                     |
| 2012             | Los Portales Inmobilaria MAK              |
| 2013             | La Banda del Basurero                     |
| 2014             | Sportek                                   |
| 2015             | Sporade Betcris                           |
| 2016             | Amalie Motor Oil                          |
| 2017             | Apuesta Total                             |
| 2018             | Edificaciones Inmobiliarias Apuesta Total |
| 2019             | Marathonbet                               |
| 2020-2022        | Sporade                                   |
| 2023             | 1Xbet                                     |
| 2024             | Apuesto                                   |

## Escudo
- Primer escudo del club entre 1935 y 1936.
- Escudo utilizado del 2015 a la actualidad

Una vez que el equipo quedó conformado como Club Centro Deportivo Municipal en 1935, se elige como el primer escudo el de la Municipalidad de Lima Metropolitana, institución que cobijó sus orígenes. Este escudo sería utilizado de 1935 hasta 1937, año en el que el club asciende a Primera. siendo cambiado al escudo actual. En el año 2015, se añade un marco dorado al escudo conmemorando los 80 años de fundación del club.

## Infraestructura
Anteriormente el Muni jugaba sus partidos de local en el Estadio Nacional, en el San Martín, Matute, en el Miguel Grau o en el Estadio Lolo Fernández, aunque en algunas ocasiones ha usado el Estadio San Marcos para encuentros de Segunda División del Perú. Desde 1993, el Municipal jugó sus partidos de local en el Estadio Municipal de Chorrillos, el cual remodeló ampliando su aforo al construir la Tribuna Oriente y mejor la Occidente dentro de un Convenio con el Municipio del Distrito de Chorrillos, (popularmente conocido como La Cancha de los Muertos) ubicado en ese distrito limeño, que cuenta con tres tribunas (Oriente, Occidente y una pequeña tribuna Norte) y una capacidad cercana a los 15.000 espectadores. Sin embargo, durante su estancia en la primera división del fútbol peruano en el año 2007, el club utilizó el Estadio Nacional para disputar sus partidos de local.
En el año 2009 se suscribió un convenio con el alcalde de la municipalidad de Miraflores, convenio que permitía el uso de las instalaciones del Estadio Municipal de Miraflores "Niño Héroe Manuel Bonilla" tanto para los entrenamientos del primer equipo de fútbol como para los encuentros oficiales de fútbol como locales. En el 2010 con el convenio de concesión suscrito con AKD Fútbol S.A. no se renovó el convenio antes mencionado y más bien suscribieron un acuerdo con la Asociación Okinawense del Perú para que en sus instalaciones de Ate tanto el primer equipo de fútbol como las divisiones inferiores efectúen los entrenamientos diarios.
Durante los años 2011 y 2012, el Muni utiliza el estadio de la Universidad Nacional de Ingeniería (UNI), en etapas más avanzadas de la Copa Perú utiliza el estadio Manuel Bonilla de Miraflores y también el estadio del colegio San Alfonso de Santa Clara. En la Etapa Nacional cierra su participación en la Copa Perú 2012 en el estadio Miguel Grau del Callao. El año 2013 el Club firma un acuerdo que le permite utilizar el Estadio Municipal de Chorrillos para disputar todos los partidos de local en su participación en la Segunda División.

### Estadio Iván Elías Moreno
A mediados del año 2013, la Junta Directiva cierra un nuevo convenio con la Municipalidad de Villa el Salvador para utilizar el Estadio Iván Elías Moreno. En el año 2015, en una iniciativa conjunta entre la hinchada y la Junta Directiva, las tribunas del estadio fueron pintadas con los colores del club (blanco con franja roja). La hinchada denomina al estadio cariñosamente como "El Tacho". La Tribuna Oriente ha sido bautizada como Roberto "Tito" Drago, en homenaje a su ídolo máximo.
El alcalde de Villa El Salvador, Guido Iñigo Peralta, anunció el 23 de noviembre de 2015, a raíz de la clasificación del equipo a la Copa Sudamericana 2016, que serían ampliadas las tribunas del Estadio y se implementaría iluminación artificial para poder albergar los partidos en horario nocturno, según las exigencias de la Conmebol, sin embargo, los trabajos en el césped no se iniciarían sino hasta el año 2019 que se comenzó con el sembrado de césped natural, que estaría listo en el mes de marzo de 2020.
Se han instalando 136 butacas en la Tribuna Occidente, se han retirado las rejas de protección para instalar unas láminas transparentes en la misma tribuna, y gracias al auspiciador Amelie Motor Oil, se remodelaron las butacas de suplentes y comando técnico. El 16 de julio de 2016 se inauguró el marcador electrónico y las vallas publicitarias electrónicas.

### Sede Social
En cuanto a la Sede Social del Club, esta se ubicó en sus primeros años en el Palacio Municipal de la ciudad de Lima Metropolitana. Luego en los años 60 se mudaron la sede a la Av. El Golf en el distrito limeño de San Isidro. En el nuevo siglo, desde el año 2001 la sede estuvo en una casa ubicada en el distrito limeño de San Borja. Posteriormente, se trasladó a la Avenida Canadá 3784 en el distrito limeño de San Luis en cuyas instalaciones básicamente funcionaban las oficinas administrativas del Club. Sin embargo entre el 2010 y 2014, la sede institucional se trasladó a la calle 1, Nº181 en Breña. El año 2015, tras su retorno a la Primera División, la nueva Junta Directiva del Club decide trasladar la sede administrativa al distrito de Miraflores en Av. Paseo de la República Nro. 6356.
En el año 2017, el Club inscribe en registros públicos su primera propiedad inmueble, un terreno ubicado en el distrito limeño de Villa El Salvador. En el año 2021, el Centro Deportivo Municipal inaugura su primera sede social propia, denominada Casa Edil (construida sobre su terreno adquirido en el año 2017), que consta de cinco pisos. en el año 2022, la dirigencia del Club dispone la ampliación del local institucional hasta un sexto piso. Actualmente el Club está a la búsqueda de adquirir la que sería su segunda propiedad inmueble, un terreno adecuado para construir su complejo deportivo con un centro de alto rendimiento.

## Hinchada
La Barra del Deportivo Municipal fue fundada oficialmente el 4 de diciembre de 1969 con el nombre de "Asociación Barra Echa Muni", un año después del recordado regreso a primera del cuadro de la franja roja, aunque esta ya existía desde mucho antes. Por ejemplo fue la primera barra en recibir al equipo con cintas y papel picado, además de ser la única hinchada de la época en llevar cientos de banderas de asta y colgar banderas en las tribunas.
A finales de los años 80' se renombra a la Asociación Barra Echa Muni como "La Banda del Basurero", nombre que viene del origen del club y su asociación con la Baja Policía, ya que en los primeros años del club, la visible asociación entre hinchas del club y trabajadores de la Municipalidad de Lima, ocasionó el apelativo de "basureros" a la hinchada edil.

## Rivalidades
La mayor rivalidad del Deportivo Municipal es la que mantenía con Universitario de Deportes. La historia de dicho antagonismo se remonta aproximadamente a los años 1940, durante la era amateur del fútbol peruano. Durante dicho periodo, los enfrentamientos entre Universitario y Municipal fueron conocidos como el «Clásico Moderno», debido a que fue una época en que ambos equipos tuvieron un gran protagonismo y eran los dos clubes que disputaron más títulos en la década. Así, en 1938 campeonó Municipal, y al año siguiente campeonó Universitario, un año después (1940) Municipal volvió a ser campeón, en tanto que Universitario quedó subcampeón, y al año siguiente fue al revés, Universitario fue campeón y Municipal subcampeón, en 1943 Municipal otra vez fue campeón (un año antes y un año después fue otra vez subcampeón), en 1945 Universitario fue campeón y Municipal subcampeón, y al año siguiente Universitario fue bicampeón y Municipal nuevamente subcampeón, y un año después Municipal otra vez fue subcampeón. Es decir, en un periodo de diez años, entre 1938 y 1947, Universitario campeonó cuatro veces y subcampeonó una vez, mientras que, estableciendo un récord peruano, Municipal campeonó tres veces pero subcampeonó seis veces.
Sin embargo, esta rivalidad se ha reducido entre las nuevas generaciones debido a la ausencia del cuadro edil en la Primera División en el nuevo milenio, aunque se mantiene para las generaciones de antaño.

## Directiva

### Miembros 2025-2027[55]
- Presidente:  Humberto Salas Aquije
- Primer vicepresidente:  Francisco José León García
- Segundo vicepresidente:  Mario Figueroa Lamarque
- Secretario:  Ramiro Martín Rubio Woodman
- Prosecretario:  Jorge Velarde Nuñez Melgar
- Tesorero:  Carlos Daniel Saavedra Peñaloza
- Protesorero:  Benjamín Lazo Saporana
- Fiscal:  Jorge Luis Fernández Iraola

## Jugadores
Entre las figuras históricas de los años 1940 y 1950 destaca el mediocampista Roberto Drago, considerado uno de los mejores sudamericanos de ese siglo y el máximo ídolo del club, junto a los delanteros Máximo Mosquera y Luis Guzmán, trío bautizado como "Los Tres Gatitos" que impulsaron la obtención del Campeonato de Selección y Competencia de 1943, además de otros jugadores de gran rendimiento como Segundo Castillo, Juan Criado, Adolfo Cabada, Guillermo Andrade, Teobaldo Guzmán, Juan Celli y Enrique Perales. También destacaron las figuras de César Brush, Humberto Becerra, Germán Colunga, Juan Seminario, quien luego de su paso por el Muni fue transferido al Sporting de Lisboa, club donde hasta el día de hoy es un ídolo, y Manuel Rivera, máximo goleador histórico del club.
En los años 1960 aparecieron jugadores como Héctor Chumpitaz, Óscar Montalvo, Guillermo Fleming, José Carrasco, Rigoberto Felandro, Nemesio Mosquera entre otros
En los años 1970 destacaron Hugo Sotil, Manuel Mellán, Luis Gerónimo López, Ángel Clemente Rojas, Perico León, Titín Drago, Francisco Quintana, César Cueto, Rubén Toribio Díaz, Luis La Fuente, Freddy Ravello, y Eladio Reyes. En esos años llegó a dirigir al club el histórico director técnico brasileño Zózimo, también destacaban los defensas Germán Leguía y Rodulfo Manzo, quienes a fines de los años 1970, fueron uno de los jugadores más importantes para evitar el descenso del club.
Los años 1980 fueron marcados por las participaciones de Franco Navarro, Eduardo Malásquez, Jaime Drago, Pedro Bonelli, Fernando Campos, Julio Argote, Luis Enrique Camacho, Raúl Obando, Alberto Agustín Castillo y el portero Rodolfo Gamarra, siendo animadores del torneo en esos años.
Las figuras de los años 1990 fueron César Rodríguez, Alfredo Carmona, Eugenio La Rosa, Walter Bustamante, Miguel Miranda, Ernesto Arakaki, Prince Amoako y el recordado lateral Nolberto Solano, También destaca Benjamin Nzeakor, jugador nigeriano más conocido como Benji, quien fue el primer jugador africado en jugar en el fútbol peruano, junto a la dupla conformada por los hermanos José Soto y Jorge Soto, quienes se convirtieron referentes del fútbol peruano en los años posteriores.
Durante los años 2000, la época más baja del club, llegaron a destacar nombres como Carlos Silvestri, Renzo Sheput, David Embé, Juan Iriarte, Jair Céspedes y Marco Portilla, quien fue importante en el Torneo de Segunda División de 2006, logrando nuevamente el ascenso a la Primera División del Fútbol Peruano.
En los últimos años han destacado las participaciones de Masakatsu Sawa, Aldo Olcese, Adrián Zela, Erick Delgado, Armando Alfageme, Pedro Gutiérrez, Iván Bulos y Aldo Corzo.

### Máximos goleadores
| N.º | Nombre                | Goles | Periodo                         |
| --- | --------------------- | ----- | ------------------------------- |
| 1.  | Manuel Rivera Sánchez | 81    | 1949-1959                       |
| 2.  | Roberto Drago         | 76    | 1940-1945; 1947-1951; 1953-1961 |
| 3.  | Hugo Sotil            | 68    | 1968-1972; 1981-1982            |
| 4.  | Manuel Mellán         | 67    | 1970-1974; 1978                 |
| 5.  | Luis Guzmán           | 60    | 1937-1948                       |
| 6.  | Alfredo Carmona       | 54    | 1994-1996; 1999-2001            |
| 7.  | Franco Navarro        | 53    | 1979-1983; 1993                 |
| 8.  | Máximo Mosquera       | 47    | 1943-1948; 1951                 |

### Botines de oro
| Torneo                         | Jugador         | Goles |
| ------------------------------ | --------------- | ----- |
| Primera División 1941          | Jorge Cabrejos  | 13    |
| Sudamericano de Campeones 1947 | Máximo Mosquera | 4     |
| Segunda División 1968          | Hugo Sotil      | 14    |
| Descentralizado 1969           | Jaime Mosquera  | 15    |
| Descentralizado 1971           | Manuel Mellán   | 25    |

## Deportivo Municipal y la Selección Peruana
A lo largo de la historia, Deportivo Municipal ha aportado muchos jugadores para las selecciones peruanas en diversas participaciones internacionales.

### Copa Mundial de Fútbol
Deportivo Municipal aportó 1 jugador para la participación peruana en México 1970. El club aportó 2 jugadores para Argentina 1978. En España 1982, aportó 2 jugadores al igual que en Argentina 1978. En Rusia 2018 aportó un jugador a la selección peruana.
| México 1970: - Hugo Sotil | Argentina 1978: - Rodulfo Manzo - Germán Leguía | España 1982: - Franco Navarro - Eduardo Malásquez | Rusia 2018: - Carlos Cáceda |

### Copa América
Deportivo Municipal ha aportado también una gran cantidad de jugadores para las Copa América en que ha participado Perú desde la fundación del club en 1935.
| Copa América 1939: - Víctor Bielich - Jorge Parró - Pablo Pasache Copa América 1941: - Pedro Magán - Enrique Perales - Leopoldo Quiñones Copa América 1942: - Luis Guzmán - Teobaldo Guzmán - Pedro Magán - Enrique Perales - Leopoldo Quiñones Copa América 1947: - Luis Guzmán - Máximo Mosquera - Enrique Perales - Luis Suárez Copa América 1949: - Roberto Drago - Luis Suárez | Copa América 1953: - José Allen - César Brush - Roberto Drago - Luis Navarrete - Manuel Rivera Copa América 1955: - Roberto Drago - Dagoberto Lavalle - Luis Navarrete Copa América 1956: - Roberto Drago - Juan Seminario Copa América 1957: - Guillermo Fleming - Manuel Rivera - Juan Seminario Copa América 1959: - Guillermo Fleming - Claudio Lostaunau - Óscar Montalvo - Juan Seminario | Copa América 1963: - Carlos Bravo - Nemesio Mosquera - Mario Yaksetig Copa América 1983: - Pedro Bonelli - Eduardo Malásquez - Franco Navarro - Julio Zorrilla Díaz Copa América 1989: - César Eduardo Rodríguez Copa América 1997: - Miguel Miranda Copa América 2016: - Armando Alfageme - Aldo Corzo |

## Entrenadores

### Cronología
Los entrenadores interinos aparecen en cursiva.
- Miguel Rostaing (1936-1938)
- Óscar Espinar (jugador) (1938)
- Miguel Rostaing (1940)
- Juan Criado (1942)
- Juan Valdivieso (1943-1951)
- Arturo Fernández Meyzán (1952-1953)
- Nelson Filpo Núñez (1954)
- Segundo Castillo (1954)
- Juan Valdivieso (1955-1958)
- Roberto Drago (jugador) (1959-1961)
- Juan Valdivieso (1962-1963)
- Emilio Palestini (1963)
- Juan Honores (1964)
- Roberto Drago (1965)
- Donato Hernández (1965)
- Luis Guzmán (1966)
- Roberto Reinoso (1967)
- Juan Mostorino (1967)
- Alejandro Heredia (1968)
- Roberto Drago (1969-1972)
- Roberto Resquín (1972)
- Zózimo (1973)
- Oscar Salas (1974)
- Alejandro Heredia (1975)
- Moisés Barack (1975-1976)
- Luis Zavala (1976)
- Pedro Pablo León (jugador) (1976-1977)
- Guillermo Abbas (1977)
- Donato Hernández (1978)
- Vito Andrés Bártoli (1979-1980)
- Juan José Tan (1980-1981)
- Marcos Calderón (1981-1982)
- José Chiarella (1982)
- Juan Eduardo Hohberg (1983-1984)
- Gustavo Merino (1984-1985)
- César Cubilla (1985-1986)
- Julio Argote (1987)
- Gustavo Merino (1987)
- Máximo Carrasco (1987-1988)
- César Cubilla (1989)
- Juan José Tan (1989)
- Ramón Quiroga (1990-1991)
- Juan Eduardo Hohberg (1991-1992)
- Rufino Bernales (1992-1993)
- Roberto Chale (1994)
- Julio César Uribe (1995)
- Ramón Estay (1995)
- Rufino Bernales (1996)
- Moisés Barack (1996)
- Carlos Biasutto (1997)
- Roberto Drago Maturo (1997)
- José Carlos Amaral  (1998)
- Ramón Quiroga (1998-1999)
- Hugo Sotil (1999)
- Alberto Agustín Castillo (1999)
- Horacio Baldessari (2000)
- Roberto Drago Maturo (2001-2002)
- Roberto Chale (2003)
- Víctor Rivera (2004)
- Roberto Arrelucea (2005)
- Juan José Tan (2006-2007)
- Roberto Mosquera (2007)
- Carlos Silvestri (2007-2008)
- Rafael Castañeda (2009)
- Rufino Bernales (2009)
- Mitchell Silva (2010)
- Ernesto Aguirre (2010)
- Aristóteles Ramos (2011)
- 'Tito' Chumpitaz (2012-2013)
- Julio Argote (2013)
- Carlos Cortijo (2014)
- Roberto Pompei (2015)
- Francisco Melgar (2015-2016)
- Marcelo Grioni (2016-2017)
- Francisco Pizarro (2017)
- Gerardo Ameli (2017)
- Víctor Rivera (2018-2020)
- Franco Navarro (2020-2021)
- Julio Argote (2021)
- Hernán Lisi (2021-2022)
- Juan Pajuelo (2022)
- Ángel Comizzo (2023)
- Rafael Castillo (2023)
- Juanito Celis (Interino) (2023)
- Santiago Acasiete (2023-)

## Equipos Campeones Y Otros

#### Campeonato Amateur de Lima 1938
| Alineación: - Juan Criado - Jorge Parró - Rodolfo Ortega - Enrique Alfaro - Pablo Pasache - Máximo Lobatón - Leopoldo Quiñónez - Luis Guzmán Gonzales - Víctor Bielich - Óscar Espinar - Pedro Magán |  | 'Criado' J.Parró R.Ortega E.Alfaro 'Pasache' M.Lobatón L.Quiñónez 'Guzmán' 'Bielich' Ó.Espinar P.Magán |
| |  | |

Plantilla Campeón completa: Enrique Alfaro, Juan Criado, Isaías Sonco,Emilio Reyes, Pedro Magán, Carlos Ganoza, Leopoldo Quiñónez,Gilberto Jiménez, Fermín Machado, Jorge Parró,Jorge Pardo,Julio Tapia,Cavero, José Balbuena, Pablo Pasache,Luis Guzmán Gonzales, Máximo Lobatón, Víctor Bielich, Óscar Espinar,Rodolfo Ortega, Guillermo Pardo. D.T: Miguel Rostaing La Torre.

#### Campeonato Amateur de Lima 1940
| Alineación: - Juan Criado - Teobaldo Guzmán - Agapito Perales - Enrique Alfaro - Guillermo Andrade - Juan Celli - Leopoldo Quiñónez - Luis Guzmán Gonzales - Roberto Morales - Roberto Drago - Pedro Magán |  | 'Criado' T.Guzman A.Perales E.Alfaro G.Andrade J.Celli L.Quiñónez 'Guzmán' R.Morales Drago P.Magán |
| |  | |

Plantilla Campeón completa: Enrique Alfaro, Juan Criado, Agapito Perales, Carlos Ganoza, Pedro Magán, Leopoldo Quiñónez, Juan Celli, Guillermo Andrade, Roberto Drago, Teobaldo Guzmán,Luis Guzmán Gonzales, Jorge Cabrejos, Carlos Drago, Roberto Morales. D.T: Miguel Rostaing La Torre.

#### Campeonato Amateur de Lima 1943
| Alineación: - Mario Sacco - Enrique Perales - Agapito Perales - Carlos Drago - Guillermo Andrade - Juan Celli - Leopoldo Quiñónez - Luis Guzmán Gonzales - Roberto Morales - Roberto Drago - Carlos Cazallo |  | Sacco 'Perales' A.Perales C.drago G.Andrade J.Celli L.Quiñónez 'Guzmán' R.Morales Drago C.Cazallo |
| |  |                                                                                                   |

Plantilla Campeón completa: Mario Sacco, Juan Criado, Enrique Perales, Agapito Perales,Constantino Perales, Carlos Cazallo, Máximo Mosquera, Leopoldo Quiñónez, Juan Celli, Guillermo Andrade, Roberto Drago, Carlos Cazallo, Arancibia, Rojas, Luis Guzmán Gonzales, Jorge Cabrejos, Carlos Drago, Raúl Alva, Roberto Morales, Segundo Castillo Varela, Juan Busanich. D.T: Juan Valdivieso.

#### Campeonato Amateur de Lima 1950
| Alineación: - Humberto Becerra - Humberto Otoya - Adolfo Cabada - Pablo Pasache - Germán Colunga - Marcelino Tello - Augusto Alvarado - Enrique Vargas - Manuel Rivera - Eduardo Somocurcio - Roque Rivera |  | 'Becerra' Otoya 'Cabada' 'Pasache' Colunga Tello Alvarado Vargas Manuel Rivera Somocurcio Roque Rivera |
| |  | |

Plantilla Campeón completa: Humberto Otoya, Humberto Becerra, César Brush, Marcelino Tello, Germán Colunga, Adolfo Cabada, Carlos Vera Tudela, Higinio Bejarano, Raúl Roman, Vicente Ramírez, Pablo Pasache, Luis Suárez Cáceres, Guillermo Arias, Antonio Valencia, Augusto Alvarado, Eduardo Somocurio, Enrique Vargas, Manuel Rivera, Roque Rivera, Pedro Rivera, Hugo Romero, Luis Navarrete. D.T: Juan Valdivieso.

#### Campeonato Nacional 1981
| Alineación: - Rodolfo Gamarra - Fernando Campos - Rodolfo Quijaite - Reynaldo Costa - Oscar Quintana - Juan José Sato - Pedro Bonelli - Jaime Drago - Eduardo Malásquez - Julio Argote - Franco Navarro |  | Gamarra F.Campos R.Quijaite R.Costa O.Quintana J.José Sato 'P.Bonelli' 'Drago' 'Malásquez' J.Argote 'Navarro' |
| |  | |

Plantilla Subcampeón completa: Alfredo Honores, Julio Argote, César Ávila, José "Chimbote" Mendoza, Rodolfo Quijaite, Fernando Campos, Marcelo Apaza, Enrique Mendoza, Richard Garrido, Oscar Quintana, Juan José Sato, Rodolfo Gamarra, Rodulfo Manzo, Hugo Sotil, Reynaldo Costa, Pedro Bonelli, Franco Navarro, Eduardo Malásquez, Luis Enrique Camacho, Jaime Drago, Silverio Gonzáles, Manuel Motta, Luis Carpio, Luis Gill, Dimas Cueva, Duilio Poggi, Alberto Akatsuka, Juan Villanueva. D.T: Marcos Calderón.

## Palmarés
| Títulos oficiales | Nacionales                      | Nacionales | Nacionales | Total |   |    |
| ----------------- | ------------------------------- | ---------- | ---------- | ----- | - | -- |
| Títulos oficiales | Club Centro Deportivo Municipal | 4          | 6          | Total | 3 | 13 |

Actualizado al último título conquistado en 2014.

### Torneos nacionales
| Competición nacional                              | Títulos                 | Subcampeonatos                                  |
| ------------------------------------------------- | ----------------------- | ----------------------------------------------- |
| Primera División del Perú (4/8)                   | 1938, 1940, 1943, 1950. | 1941, 1942, 1944, 1945, 1946, 1947, 1951, 1981. |
| Campeonato de Apertura del Perú (3/2)             | 1946, 1951, 1957        | 1948, 1950                                      |
| Torneo Intermedio (1/0)                           | 1993.                   |                                                 |
| Torneo Regional(1/0)                              | 1981                    |                                                 |
| Segunda División del Perú (3/1)                   | 1968, 2006, 2014.       | 2004.                                           |
| Primera División Unificada de Lima y Callao (1/0) | 1936                    |                                                 |
| Copa Perú (0/1)                                   |                         | 2004.                                           |

### Torneos regionales
| Competición regional                     | Títulos | Subcampeonatos |
| ---------------------------------------- | ------- | -------------- |
| Etapa Regional - Región IV (0/1)         |         | 2012.          |
| Liga Departamental de Lima (1/0)         | 2012.   |                |
| Interligas de Lima (1/0)                 | 2012.   |                |
| Liga Distrital de Breña (1/0)            | 2012.   |                |
| Liga Distrital del Cercado de Lima (1/0) | 2011.   |                |

### Torneos amistosos
| Nacionales                                      | Nacionales |
| Competición                                     | Títulos    |
| ----------------------------------------------- | ---------- |
| Torneo Iniciación (1)                           | 1938.      |
| Cuadrangular de Arequipa (1)                    | 1958.      |
| Copa Callao (1)                                 | 2007.      |
| Copa Saco Oliveros (1)                          | 2017.      |
| Internacionales                                 |            |
| Competición                                     | Títulos    |
| Cuadrangular Internacional de Mar del Plata (1) | 2014.      |
| Triangular de Arica (1)                         | 1967.      |

## Filiales

### Fútbol 7
- Centro Deportivo Municipal, posee un equipo participa en el torneo de Super Liga 7 organizada por CMD, bajo el nombre de Academia.

### Centro Deportivo Municipal de Breña
- La filial del club edil, fundado en el 2016, de la sede de Breña. Su función principal es la formación de canteras del cuadro edil.

### División de Menores
- El Club Centro Deportivo Municipal, cuenta desde el 2015 con división de menores para la formación de canteras, en diferentes distritos de Lima Metropolitana.

### Equipo de Reserva
El equipo de reserva del Centro Deportivo Municipal, está conformado por jugadores de sus divisiones de menores. El equipo lleva varios años participando en el Torneo de Reservas organizado por la F.P.F.